# Gare de Neuilly-Plaisance
Pour les articles homonymes, voir Gare de Neuilly (homonymie).
La gare de Neuilly-Plaisance est une gare ferroviaire française de la commune de Neuilly-Plaisance (département de la Seine-Saint-Denis). Elle est située sur le viaduc de Neuilly-Plaisance, à proximité de la Marne, donnant un accès immédiat à certains quartiers des communes voisines de Neuilly-sur-Marne, Noisy-le-Grand, Bry-sur-Marne et Le Perreux-sur-Marne.

## Histoire
Selon la RATP, la fréquentation annuelle en 2021 est estimée à 4 680 493 voyageurs.

### Desserte du 16 décembre 2013 au 10 décembre 2017

#### Heures creuses

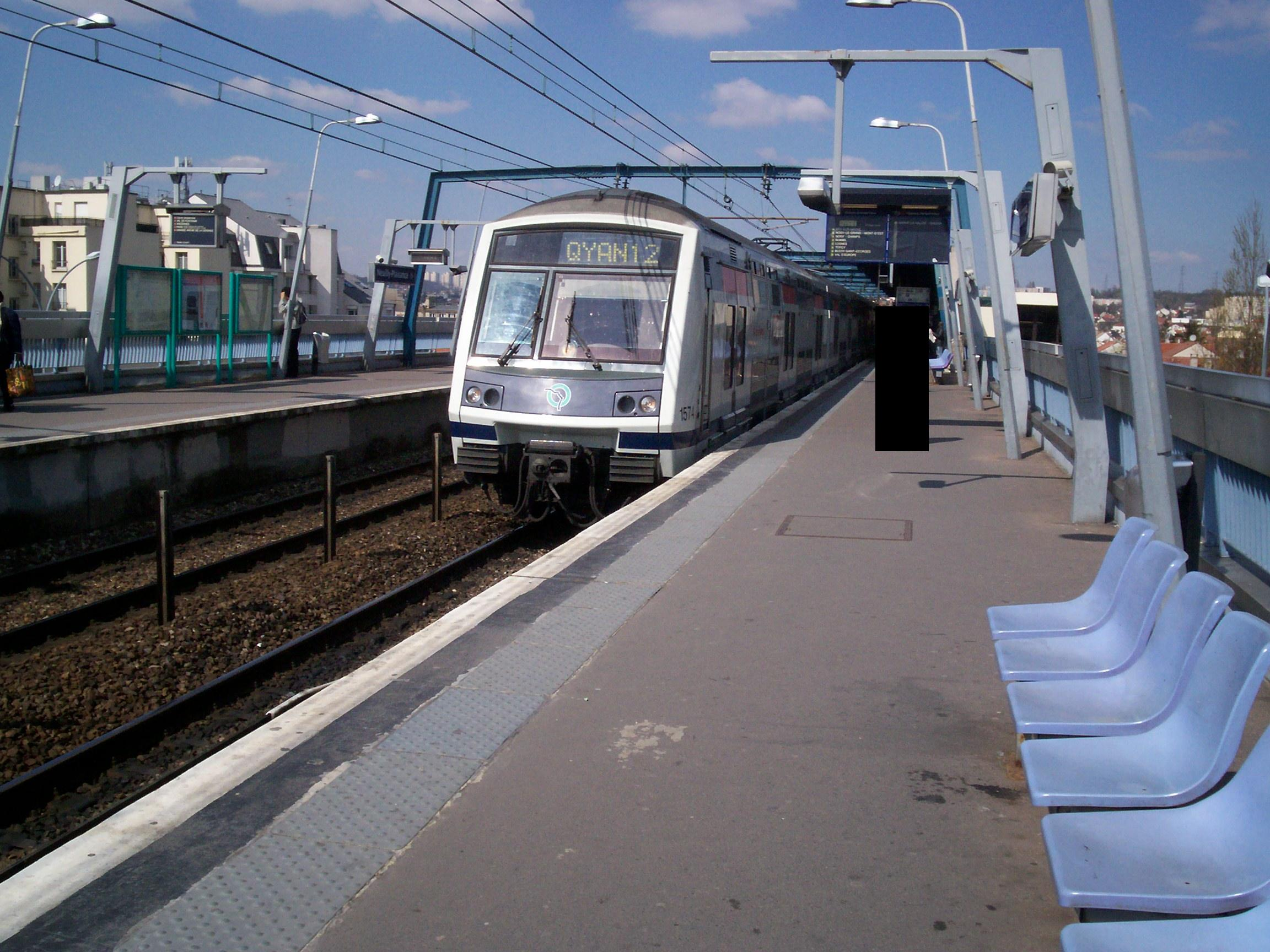
MI 2N à Neuilly-Plaisance.

Pendant cette période, tout comme les gares de Bry-sur-Marne, Noisiel et Lognes, la gare a été desservie toutes les 20 min par un train omnibus à destination de Torcy et un autre à destination  de Marne-la-Vallée - Chessy, avec un intervalle de 8 à 12 min entre 10 h et 16 h du lundi au vendredi,.

#### Heure de pointe
Dans le sens le plus chargé, la gare de Neuilly-Plaisance a été desservie avec deux trains toutes les dix minutes (entre 7 h et 9 h heures vers Paris et entre 16 h et 20 h en provenance de Paris). Dans l'autre sens (contre-pointe), la gare a été desservie avec un train toutes les dix minutes,.

## Services des voyageurs

### Accueil

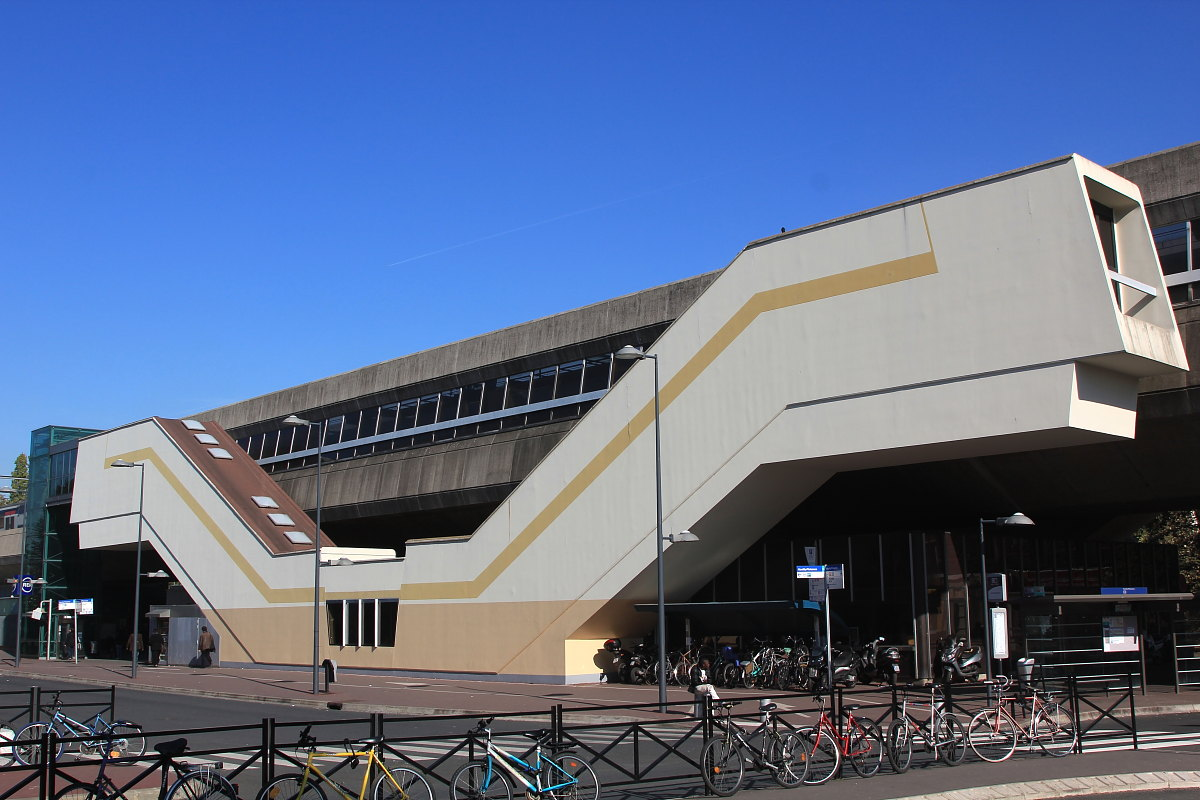
Les escaliers d'accès aux quais du bâtiment voyageurs, vus depuis le boulevard Gallieni (RN 34). L'un des deux ascenseurs se trouve au fond à gauche.

La gare dispose de deux accès situés de part et d'autre de la route nationale 34. L'accès no 1 « place de la Gare », situé au nord de cette dernière et où se trouve le « bâtiment voyageurs », est accessible aux personnes à mobilité réduite. Deux ascenseurs ont été construits pour se rendre sur chaque quai. Cet accès donne directement sur la gare routière, même si certains arrêts de bus sont plus accessibles depuis l'accès no 2 « boulevard Gallieni » car situés de l'autre côté de la RN 34.

Accès à la gare
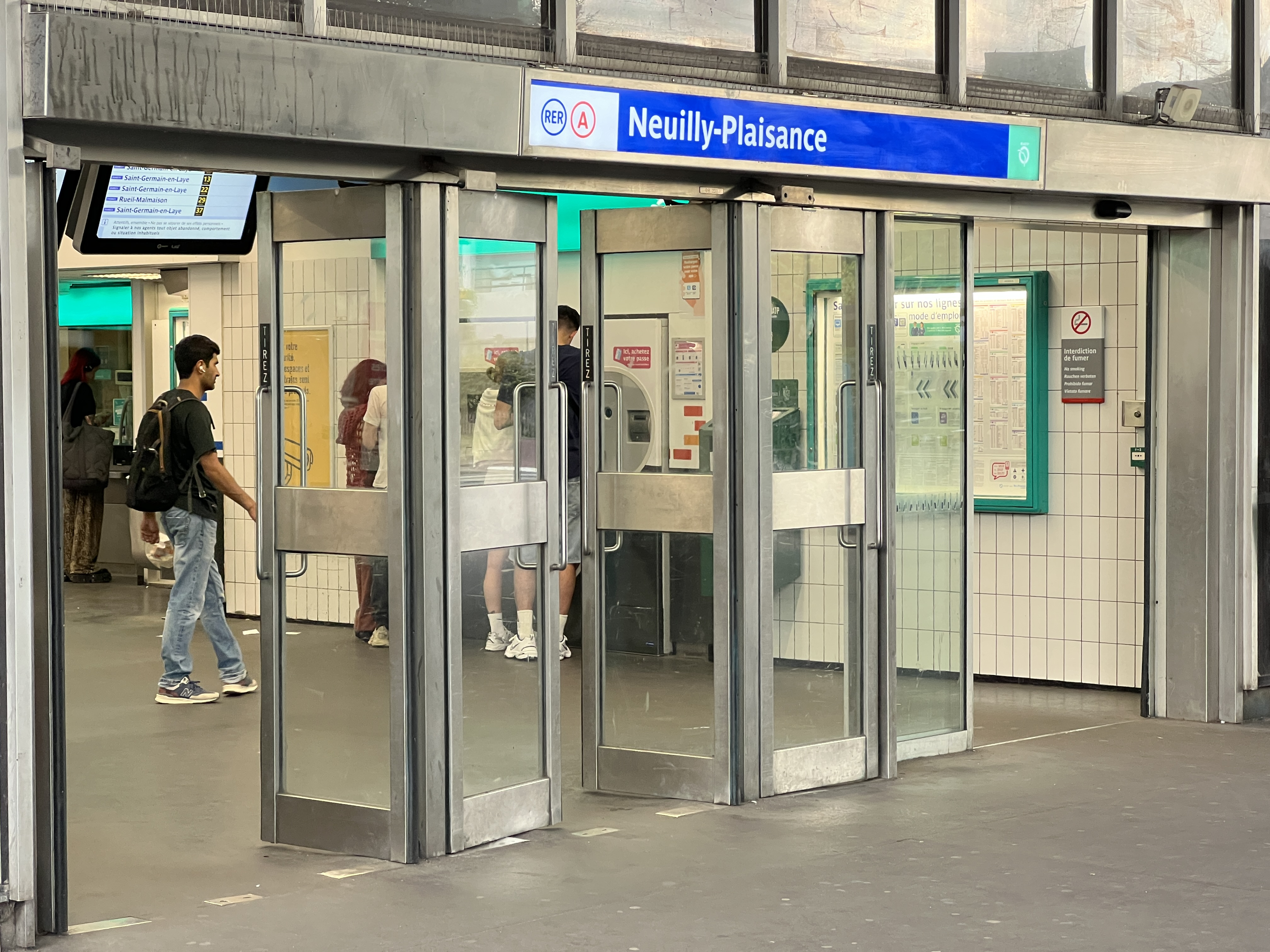
L'accès no 1 « Place de la Gare ».
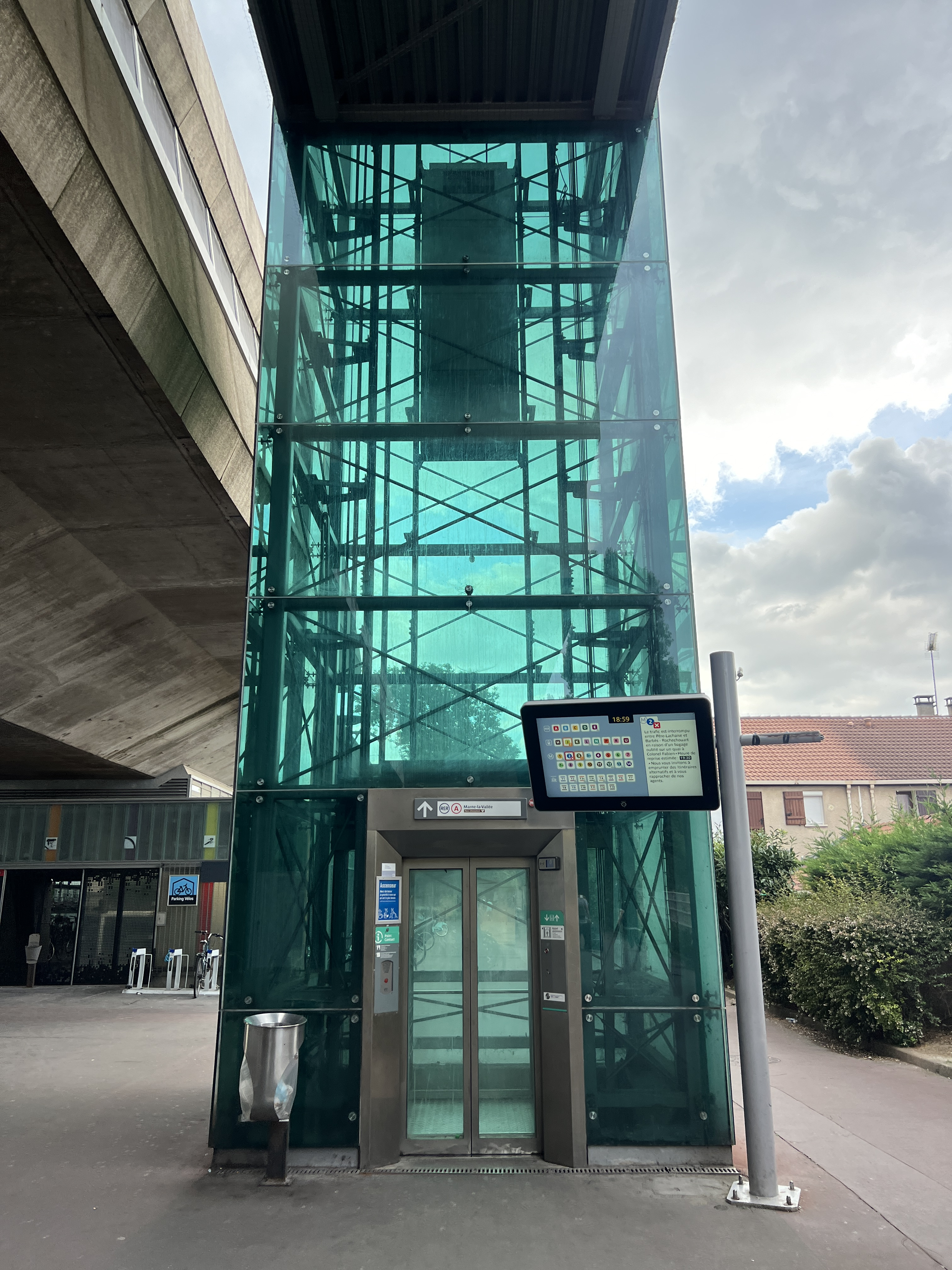
Un des ascenseurs de l'accès no 1.
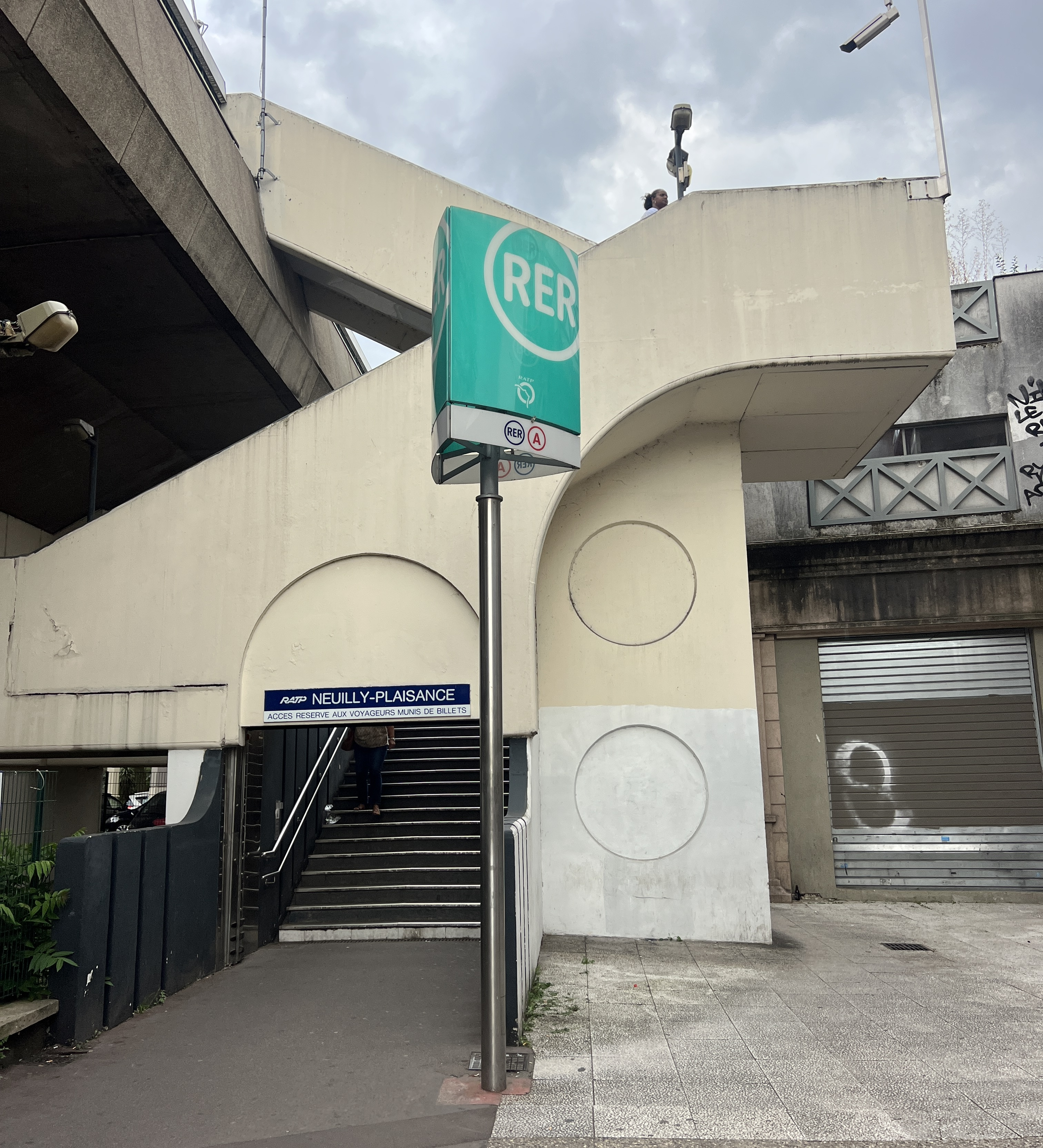
L'accès no 2 « Boulevard Gallieni ».

### Desserte
La gare est desservie par les trains de la ligne A du RER parcourant la branche A4 de Marne-la-Vallée - Chessy.
La gare de Neuilly-Plaisance est desservie à raison (par sens) :
- aux heures creuses, de 9 trains par heure ;
- aux heures de pointe, de 9 à 15 trains par heure ;
- aux week-ends et jours fériés, de 6 trains par heure ;
- en soirée, de 4 trains par heure.

### Intermodalité

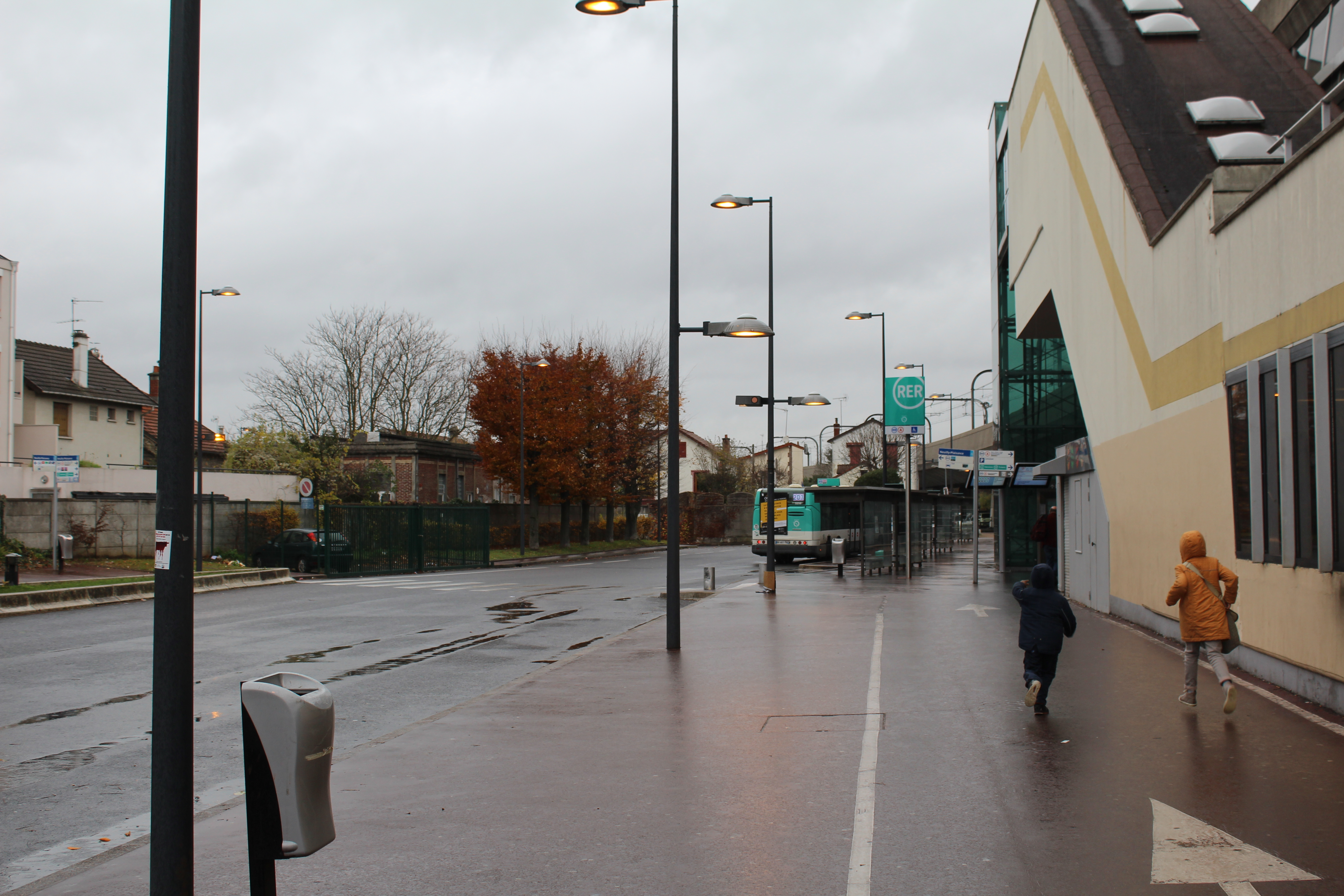
Gare routière.

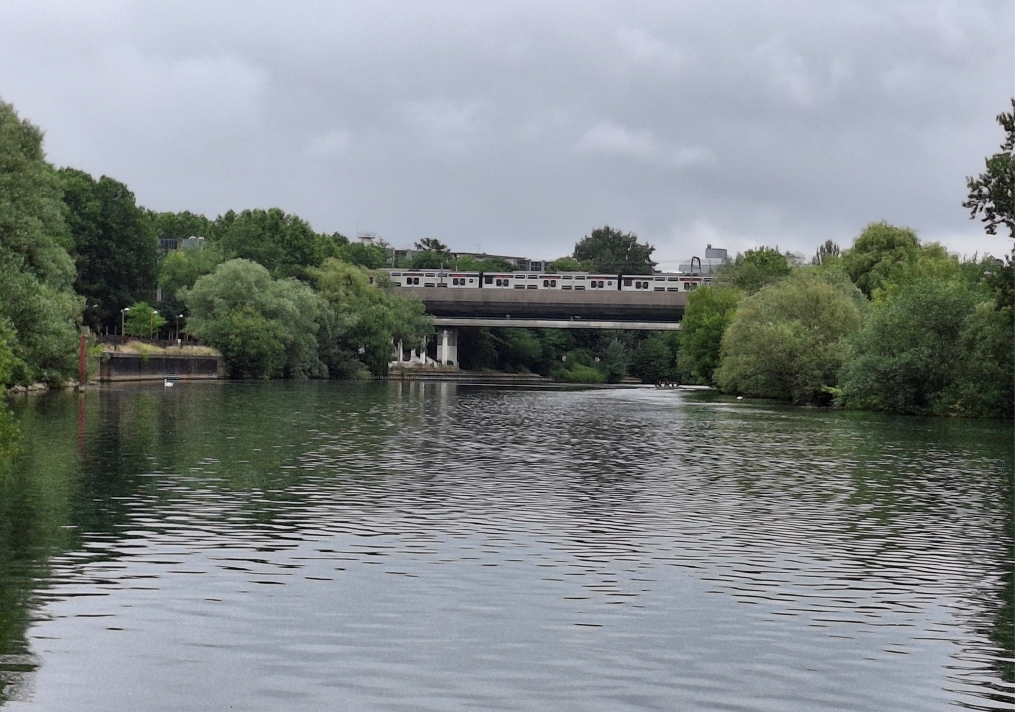
Le RER A traversant la Marne pour entrer en gare de Neuilly-Plaisance, depuis la gare de Bry-sur-Marne.

La gare est desservie par les lignes 113, 114, 203 et 214 du réseau de bus RATP et, la nuit, par les lignes N34 et N141 du réseau de bus Noctilien.

## Projets

### Bords de Marne
Un projet de nouvelle ligne de bus à haut niveau de service vise à relier la gare du Val de Fontenay à celle de Chelles - Gournay du RER E via la gare de Neuilly-Plaisance . Cette nouvelle ligne nommée Bords de Marne, reprendrait le tracé de la ligne de bus 113 afin de relier les modes de transports lourds existants comme la branche Marne-la-Vallée du RER A, et futurs des pôles qui accueilleraient les futures lignes 15 et 16 du métro ainsi que les prolongements de la ligne 1 du métro et de la ligne T1.